# Komin Krygowskiego

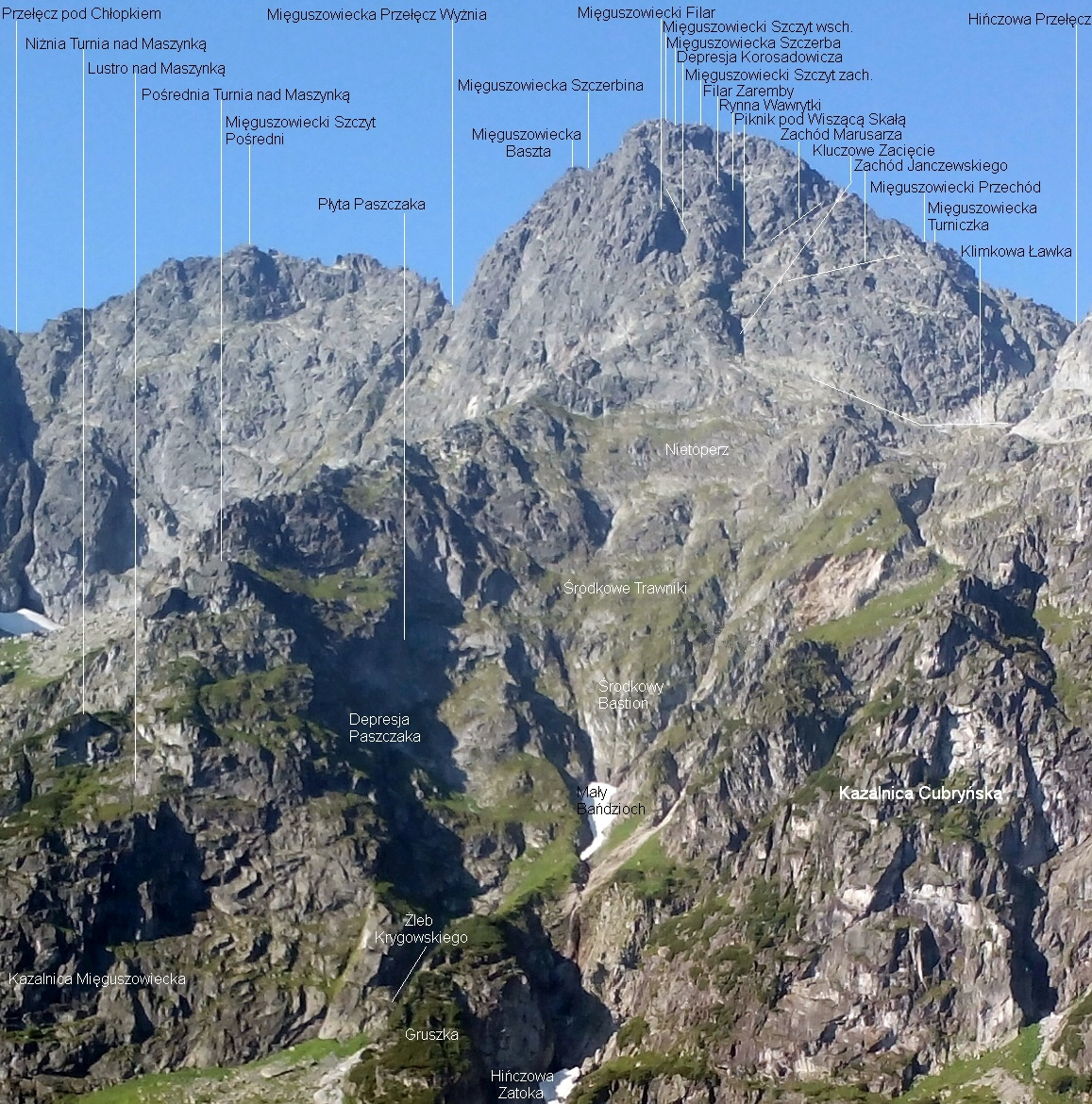
Komin Krygowskiego po prawej stronie nad Małym Bańdziochem

Komin Krygowskiego – komin na północnej ścianie Mięguszowieckiego Szczytu w polskich Tatrach Wysokich. Znajduje się nad prawą (patrząc od dołu), najwyższą częścią kotła lodowcowego Małego Bańdziocha. Jest najniższą częścią prawej depresji opadającej z Mięguszowieckiego Szczytu do tego kotła. Kolejno od dołu do góry znajdują się w niej: Komin Krygowskiego, głęboka rynna nad nim, Kluczowe Zacięcie i Rynna Wawrytki.
Komin Krygowskiego jest kruchy, rdzawej barwy. Wcina się między prawą stronę Środkowego Bastionu i grzędę oddzielająca go od Żlebu Hińczowej. W jego górnej części są zaklinowane bloki skalne i niski próg. 
Autorem nazwy komina jest Władysław Cywiński. Nazwą upamiętnił taternika Stanisława Krygowskiego, który wraz z przewodnikami Jędrzejem Marusarzem Jarząbkiem i Janem Stopką Ceberniakiem młodszym 2 sierpnia 1906 r. jako pierwszy przeszedł tym kominem podczas wejścia na Mięguszowiecki Szczyt (tzw. Drogą klasyczną). 
Kominem Krygowskiego prowadzą dwie drogi wspinaczkowe:
1. Direttissima (z Wielkiego Piargu na Mięguszowiecki Szczyt). Trudność V, A0 w skali tatrzańskiej, czas przejścia 8 godz. (tylko przejście zimowe). Jeden z jej wariantów prowadzi Kominem Krygowskiego;
2. Droga klasyczna – z Wielkiego Piargu na Mięguszowiecki Szczyt ale łatwiejszymi miejscami. Jeden z jej wariantów prowadzi Kominem Krygowskiego. Dolną, trudniejszą część komina droga omija prawą grzędą, potem wtrawersowuje się do niego. Przejście kominem to II, przejście jego progu III w skali tatrzańskiej[2].